# Patinação artística nos Jogos Olímpicos de Inverno de 1936 - Duplas
A competição de duplas da patinação artística nos Jogos Olímpicos de Inverno de 1936 foi disputado entre 18 duplas.

## Medalhistas
| Ouro   | GER Maxi Herber / Ernst Baier      |
| Prata  | AUT Ilse Pausin / Erik Pausin      |
| Bronze | HUN Emilie Rotter / László Szollás |

## Resultados
| #                 | Nome                                           | Pontos | Pos. |
| ----------------- | ---------------------------------------------- | ------ | ---- |
| Medalha de ouro   | GER Maxi Herber / Ernst Baier                  | 11     | 11.5 |
| Medalha de prata  | AUT Ilse Pausin / Erik Pausin                  | 19.5   | 11.4 |
| Medalha de bronze | HUN Emilie Rotter / László Szollás             | 32.5   | 10.8 |
| 4                 | HUN Piroska Szekrényessy / Attila Szekrényessy | 38.5   | 10.6 |
| 5                 | USA Maribel Vinson / George Hill               | 46.5   | 10.4 |
| 6                 | CAN Louise Bertram / Stewart Reburn            | 68.5   | 9.8  |
| 7                 | GBR Violet Cliff / Leslie Cliff                | 56.5   | 10.1 |
| 8                 | GER Eva Prawitz / Otto Weiß                    | 74.5   | 9.5  |
| 9                 | ITA Anna Cattaneo / Ercole Cattaneo            | 93     | 9.1  |
| 10                | GBR Rosemarie Stewart / Ernest Yates           | 102.5  | 9.0  |
| 11                | USA Grace Madden / James Madden                | 95     | 9.1  |
| 12                | CAN Audrey Garland / Fraser Sweatman           | 105    | 8.7  |
| 13                | ROU Irina Timcic / Alfred Eisenbeisser-Ferraru | 102    | 9.0  |
| 14                | AUT Eleanore Bäumel / Fritz Wächtler           | 113    | 8.8  |
| 15                | NOR Randi Bakke / Christen Christensen         | 132.5  | 8.2  |
| 16                | BEL Louise Contamine / Robert Verdun           | 138.5  | 8.2  |
| 17                | LAT Hildegarde Švarce / Eduards Gešels         | 149    | 7.5  |
| 18                | EST Helene Michelson / Eduard Hiiop            | 161    | 6.8  |

Legenda
| Recorde mundial      | Recorde mundial (World record)               |                       | Recorde africano                      | Recorde africano (African) |                                           | Q | Classificado por posição (Qualified) |
| Recorde olímpico     | Recorde olímpico (Olympic record)            | Recorde da América    | Recorde da América (Americas)         | q                          | Classificado por melhor tempo (Qualified) |   |                                      |
| Melhor marca do ano  | Melhor marca do ano (World leading)          | Recorde asiático      | Recorde asiático (Asian)              | DNS                        | Não largou (Did not start)                |   |                                      |
| Recorde nacional     | Recorde nacional (National record)           | Recorde europeu       | Recorde europeu (European)            | DNF                        | Não terminou (Did not finish)             |   |                                      |
| Recorde pessoal      | Recorde pessoal do atleta (Personal best)    | Recorde da Oceania    | Recorde da Oceania (Oceania)          | DSQ / DQ                   | Desclassificado (Disqualified)            |   |                                      |
| Recorde da temporada | Recorde da temporada do atleta (Season best) | Recorde sul-americano | Recorde sul-americano (South America) | NM                         | Sem marca (No mark)                       |   |                                      |